# Филимонов, Донат Кириллович
Донат Кириллович Филимонов (1910 — 1963) — советский государственный деятель, председатель Томского облисполкома (1949—1952).

## Биография
- ?—1949 г. — первый заместитель,
- 1949—1952 гг. — председатель Исполнительного комитета Томского областного Совета и, одновременно, депутат Верховного Совета РСФСР  (14 марта 1951 — 23 марта 1955).

Сын — юрист, депутат Госдумы от КПРФ Вадим Донатович Филимонов.